# Autosan A1010M Medium
Autosan A1010M Medium – wysokopodłogowy autobus miejski produkowany w latach 1995–2005 przez firmę Autosan w Sanoku.

## Historia modelu

### Prototypy
W pierwszej połowie lat 90. firma Autosan miała w ofercie trzy autobusy miejskie: mały Autosan H6-20 (niektóre źródła błędnie podają, że był to późniejszy model H7-20), coraz bardziej starzejący się Autosan H9-35 oraz mało popularny autobus klasy maxi H10-11.11. Dlatego opracowano założenia nowego autobusu miejskiego klasy midi. Miał on m.in. posiadać wysokiej jakości komponenty uznanych firm światowych. W latach 1994 (2 szt.) i 1995 (4 szt.) powstało łącznie 6 prototypów modelu zwanego wówczas Autosan A10-10M. Różniły się one zastosowanymi głównymi komponentami, a zwłaszcza zespołami napędowymi i skrzyniami biegów oraz układem drzwi (2 lub 3). Eksperymentowano z silnikami Cummins D5.9-145.10 (147 KM, Euro 1), Renault MIDR 06.02.26V (175 KM), oraz Mercedes-Benz OM366A (165 KM, Euro 1). Stosowano automatyczne skrzynie biegów Voith Midimat TA 12.5 i Allison MT643, oraz mechaniczną typu TS5-60 z FPS Tczew. Wypróbowywano osie z FON Radomsko i węgierskiej firmy Raba. Stylistyka autobusu była bardzo nowoczesna i nie odbiegała od ówczesnych autobusów zachodnich. Większość prototypów (lub wszystkie) została następnie sprzedana firmom transportowym. Pierwszy trafił do ZKM Świnoujście, a dziś jest użytkowany przez firmę KA Świnoujście. Na przełomie wieków powstało również kilka prototypów zasilanych gazem CNG.

### Modele seryjne
W 1995 roku wyprodukowano pierwszą serię informacyjną 10 sztuk autobusów Autosan A10-10M. Konstrukcja tego modelu była oparta na spawanej podłużnicowo–kratownicowej ramie połączonej ze szkieletem nadwozia ze spawanych stalowych rur. Poszycie ścian bocznych oraz dachu wykonano z blachy aluminiowej przyklejanej do szkieletu. Ścianę przednią oraz tylną wykonano z laminatów i przyklejano do szkieletu. Szyby boczne oraz dzieloną przednią umieszczano w uszczelkach. Natomiast szybę tylną wklejano do nadwozia. W podwoziu zastosowano sterowane pneumatycznie hamulce bębnowe. Opcjonalnie montowano układy ABS i ASR. Sztywne osie zawieszono na miechach powietrznych. Na każdej osi zamontowano stabilizator przechyłu. Autobusy z serii informacyjnej wyposażono w trzy pary drzwi, silnik Renault MIDR 06.02.26V, przekładnię Allison MT643 oraz sztywne osie Raba. Miały one tylne światła w zderzaku w układzie poziomym, zastąpione w kolejnych modelach seryjnych przez światła pionowe.
We wnętrzu ściany boczne oraz sufit wyłożone są płytami unilam, a na podłodze zastosowano wykładzinę antypoślizgową. Dla pasażerów przewidziano tapicerowane fotele. Z laminatów wykonano również nową deskę rozdzielczą kierowcy oraz kabinę kierowcy typu półotwartego.
Nowością było zastosowanie komputerowego systemu obsługi. Komputer mieleckiej firmy R&G rejestrował parametry pracy silnika, obciążenie autobusu, liczbę pasażerów oraz przystanków, a także sterował pracą elektronicznych wyświetlaczy i kasowników.

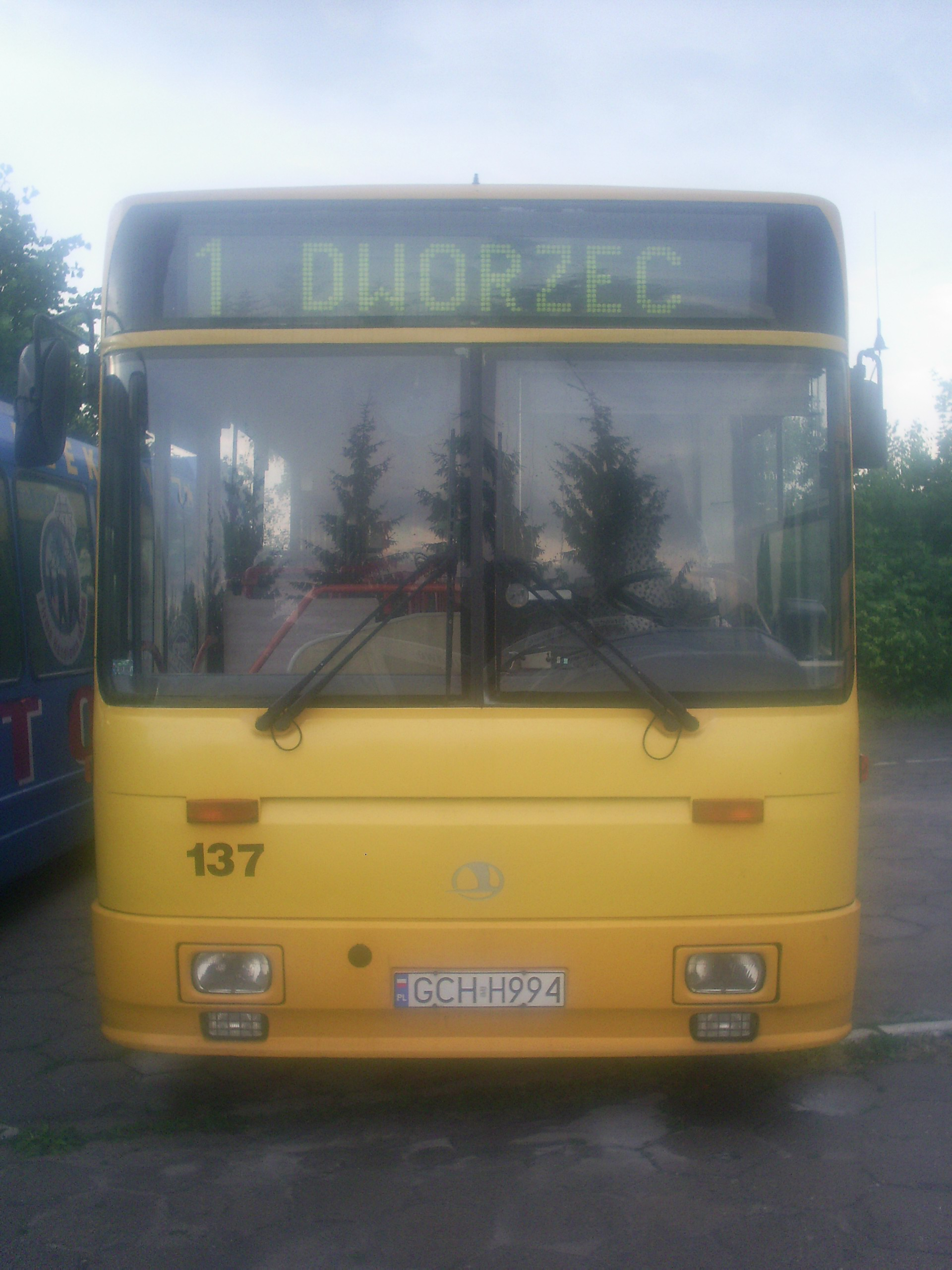
Ściana przednia modelu Autosan A1010M Medium w 2000 roku z MZK Chojnice

Nowocześnie stylizowana ściana przednia miała wydzielone miejsce na tablicę kierunkową. Wykorzystano przednie i tylne reflektory pochodzące z autobusów rodziny Autosan H10.
Od 1998 roku głównym silnikiem, ze względu na swoją cenę, stał się model WS Andoria 6cT107-3 o pojemności 6,54 dm3, spełniający wymagania normy emisji spalin Euro 2. Silnik Mercedes-Benz OM366A oferowany był opcjonalnie. Podczas łódzkiej Wystawy Komunikacji Miejskiej w 2001 roku zaprezentowano prototypowy autobus Autosan A1010M Medium zasilany gazem ziemnym CNG. Napędzany on był silnikiem Andoria 6cT107, z którym współpracowała pięciobiegowa przekładnia mechaniczna TS5-60. Osiem butli gazowych o pojemności 67,5 dm3 każda (łączna pojemność 540 dm3 gazu) umieszczono na zwisie tylnym, co spowodowało, że przestrzeń pasażerska kończyła się dokładnie za trzecimi drzwiami (układ 2-2-1). Pojazd pomieścić mógł 83 pasażerów, w tym 20 na miejscach siedzących. Masa własna autobusu wynosiła 8550 kg, całkowita – 14 500 kg. Wykonano jedynie trzy prototypy z takim zasilaniem. W 2000 roku w tylnej części nadwozia wyeliminowano stopień wewnętrzny i obniżono tam poziom podłogi o około 80 mm.
Produkcja seryjna objęła co najmniej siedem wersji modelu Autosan A1010M Medium:
- A10-10M.03 – dwudrzwiowy, wyposażony w fotele półwysokie, tapicerowane, oraz przekładnię automatyczną Allison MT643,
- A10-10M.04 – trzydrzwiowy, wyposażony w fotele półwysokie, tapicerowane, oraz przekładnię automatyczną Allison MT643,
- A10-10M.05 – dwudrzwiowy, wyposażony w fotele z niskim oparciem, wykonane z tworzywa, oraz przekładnię manualną TS5-60,
- A10-10M.06 – trzydrzwiowy, wyposażony w fotele z niskim oparciem, wykonane z tworzywa, oraz przekładnię manualną FPS a następnie Eaton TS5-60.
- A1010M.08
- A1010M.11
- A1010M.12

Podstawowym silnikiem (stosowanym w modelach wersji od .03 do .06) był Mercedes-Benz OM366A. W modelu .08 produkowanym od 1998 roku zastosowano polską jednostkę WS Andoria 6cT107-3. Natomiast montowany późniejszych wersjach .11 i .12, silnik Renault MIDR 06.02.26W4 miał moc maksymalną 153 kW (209 KM). Wszystkie produkowane wersje były wyposażone w osie węgierskiej firmy Raba.
Produkcja i sprzedaż rodziny wysokopodłogowych autobusów Autosan A1010M Medium wynosiła najczęściej od kilku do kilkunastu sztuk rocznie. Jedynie w latach 1998–2000 była większa, osiągając maksimum 49 sztuk w 2000 roku. Sprzedawane one były tylko na rynku krajowym. Łącznie powstało 162 sztuk, jednak te dane najprawdopodobniej nie obejmują 6 sztuk prototypów z lat 1994–1995, a być może również pojazdów z serii próbnej (10 szt.). Ostatni autobus wyprodukowano na początku 2005 roku. W poszczególnych latach było to co najmniej: 1994 – 2 szt., 1995 – 14 szt., 1996 – 6 szt., 1997 – 12 szt., 1998 – 23 szt., 1999 – 25 szt., 2000 – 49 szt., 2001 – 10 szt., 2002 – 6 szt., 2003 – 11 szt., 2004 – 6 szt., a w 2005 roku – 1 sztuka.